# Green Cay
Green Cay è un'isola disabitata appartenente, dal punto di vista amministrativo, al territorio d'oltremare delle isole Vergini Britanniche nel mar dei Caraibi. È situata tra l'estremità orientale dell'isola di Little Jost Van Dyke e l'isola di Tórtola. Ricopre una superficie di 6 ettari.